# JTBC Newsroom
JTBC Newsroom (hangul: JTBC 뉴스룸) é um telejornal sul-coreano exibido pelo canal JTBC desde 22 de setembro de 2014.

## Apresentadores
- Sohn Suk-hee (segunda a sexta)
- Joen Jin-bae (sábado e domingo)
- Ahn Na-kyung (sábado e domingo)